# Zichron Ja’akow
Zichron Ja’akow (hebr. זכרון יעקב) – samorząd lokalny położony w dystrykcie Hajfa, w Izraelu.

## Położenie
Leży na południowym krańcu masywu górskiego Karmel, w otoczeniu miasteczek Binjamina-Giwat Ada, Dżisr az-Zarka i Furajdis, moszawów Bet Chananja, Dor, Bat Szelomo, Ammikam i Awi’el, kibuców Ma’agan Micha’el i Majan Cewi, oraz wioski młodzieżowej Me’ir Szefeja. Na północny wschód od miasteczka znajduje się baza szkoleniowa Sił Obronnych Izraela.

## Historia
Osada została założona w grudniu 1882 roku przez grupę 100 żydowskich imigrantów z Rumunii. Byli oni członkami syjonistycznego ruchu Chowewej Syjon. Rozwój osady był utrudniony z powodu skalistej, nieurodzajnej ziemi oraz wybuchu choroby malarii, która zmusiła wielu pionierów do wyjazdu.

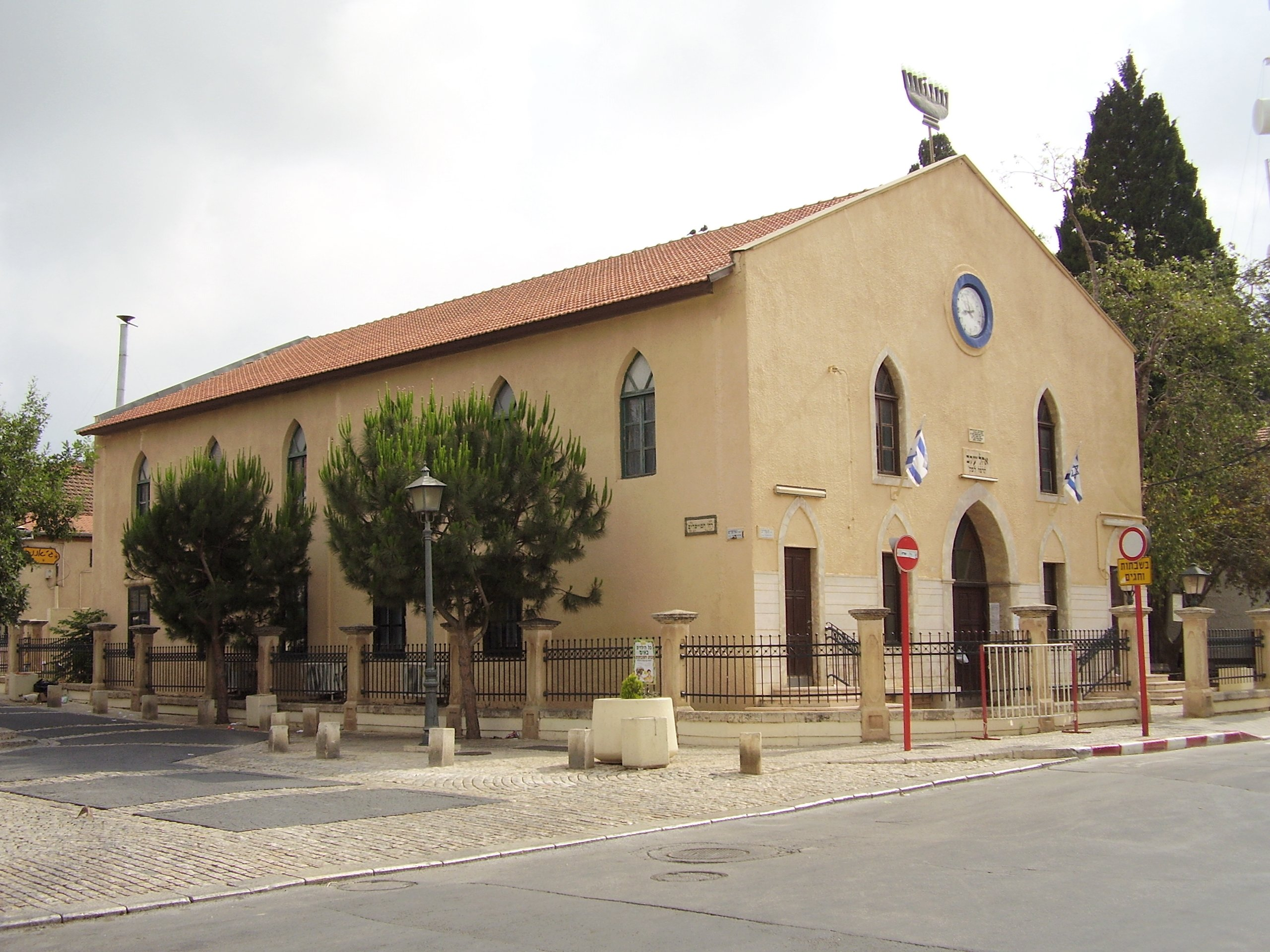
Synagoga Ochel Ja’akow w Zichron Ja’akow

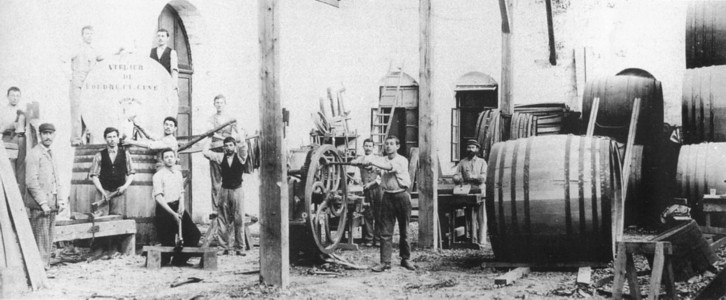
Winiarnia Carmel-Mizrahi Winery w Zichron Ja’akow

W 1883 roku opiekę nad osadą objął baron Edmond James de Rothschild. Stworzył on plan rozbudowy osady i rozwoju gospodarki rolnej. Była to pierwsza żydowska kolonia rolnicza, która powstała w Palestynie dzięki środkom barona. Nazwano ją na cześć ojca barona. Baron Rothschild uległ inspiracji francuską architekturą i wykorzystał plany architektów G. Kertesza i S. Groaga, którzy zaplanowali nową osadę wzdłuż głównej drogi. Przy drodze znajdowały się wszystkie domy, na których zapleczu utworzono wewnętrzne dziedzińce oraz wybudowano tylne budynki gospodarcze. Domy były przykryte dachówką i posiadały malowane drewniane okna. Każdy rolnik otrzymywał stałą pensję, wypłacaną przez urzędnika barona, Eliasza Shaida. W 1886 roku wybudowano synagogę Ohel Ya'akov. Po kilku gospodarczych niepowodzeniach, Baron Rothschild sfinansował w 1885 roku założenie pierwszej wytwórni win w Palestynie. Była to Carmel-Mizrahi Winery, przy której powstała fabryka butelek. Była to bardzo udana inwestycja finansowa, która umożliwiła osadzie dalszy rozwój ekonomiczny, nawet pomimo przejściowych trudności, gdy w 1892 roku część winorośli zginęła od szkodnika filoksera winiec.
Zichron Ja’akow stało się słynne podczas I wojny światowej, kiedy to Sarah Aaronsohn (1890-1917) razem ze swoimi braćmi założyła siatkę szpiegowską Nili (hebr. ניל"י). Zbierała ona informacje o pozycjach wojsk tureckich i przekazywała je agentom brytyjskim. We wrześniu 1917 roku Turcy złapali jednego z gołębi pocztowych z informacjami, które umożliwiły rozbicie siatki Nili. W październiku okrążono Zichron Ja’akow, aresztowano członków siatki i po torturach rozstrzelano.
W latach 30. i 40. XX wieku osada stopniowo ewoluowała w kierunku miejscowości wypoczynkowo-rekreacyjnej. Jej populacja wzrosła na początku lat 50., kiedy do Izraela napłynęła masowa imigracja Żydów z całego świata. W 1954 roku w Zichron Ja’akow pochowano szczątki barona Edmonda James de Rothschilda (1845-1934).

## Demografia
Zgodnie z danymi Izraelskiego Centrum Danych Statystycznych w 2008 roku w osadzie żyło 18,4 tys. mieszkańców.
Populacja osady pod względem wieku (dane z 2006 r.):
| Wiek (w latach) | Procent populacji w % |
| --------------- | --------------------- |
| 0-4             | 9,2%                  |
| 5-9             | 11,1%                 |
| 10-14           | 10,5%                 |
| 15-19           | 9,3%                  |
| 20-29           | 11,2%                 |
| 30-44           | 20,2%                 |
| 45-59           | 17,9%                 |
| ponad 60        | 10,6%                 |

Źródło danych: Central Bureau of Statistics.
Miasteczko posiada liczne osiedla mieszkaniowe: Neve Sharet, Neve Remez, Halomot Zikaron, Ramat Tsvi, Mul Ha-Yekev, Ahuzat Nili, Neve Ha-Baron, Ya'akov, Neve Shalev i Giwat Eden.

## Edukacja
W miasteczku znajdują się szkoły Hahoresh, Ya'abEts, Nili i Renanim, oraz szkoła religijna Talmud Tora Mipi Olalim.

## Kultura

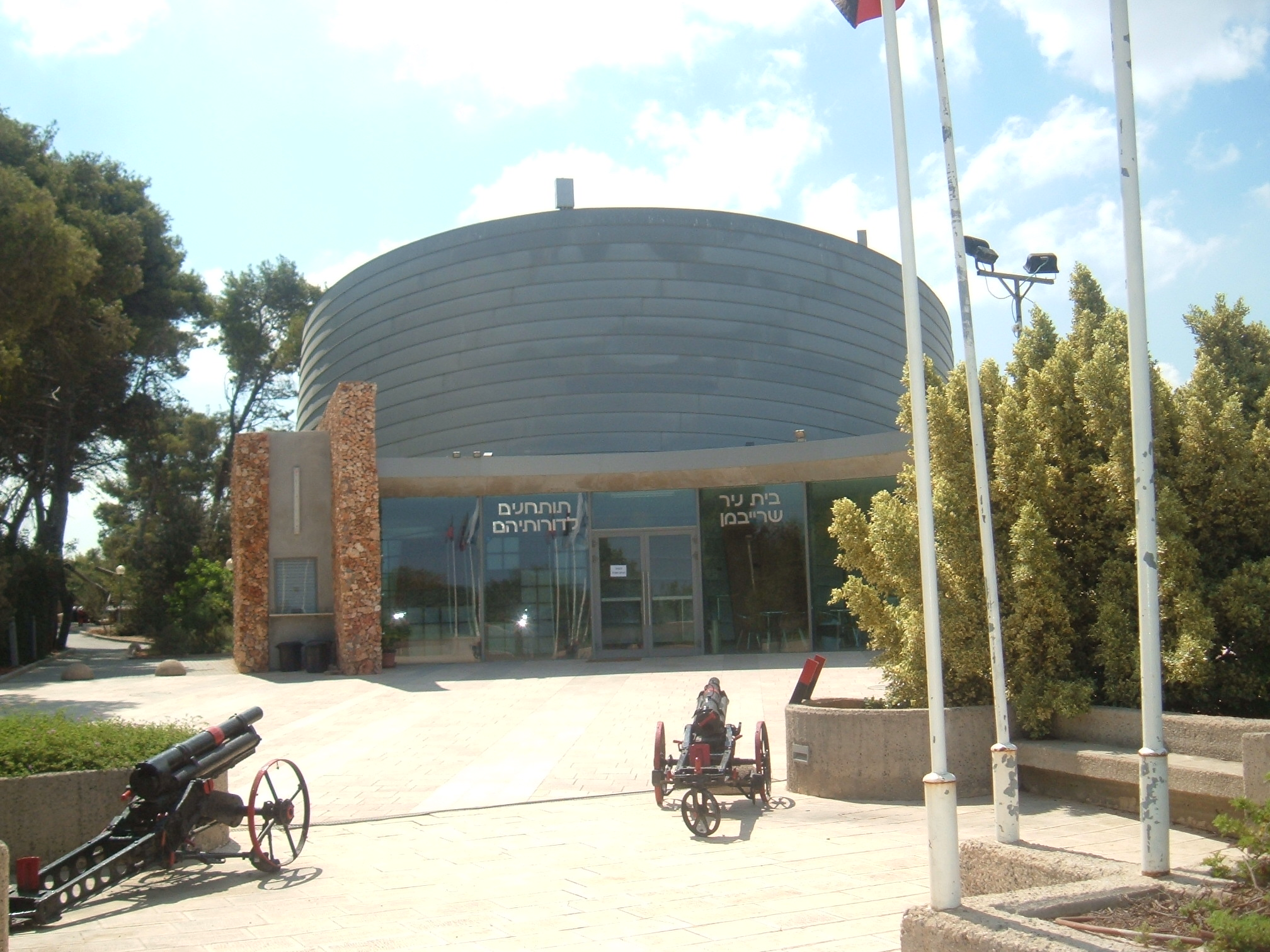
Muzeum Beyt ha-Totchan w mieście Zichron Ja’akow

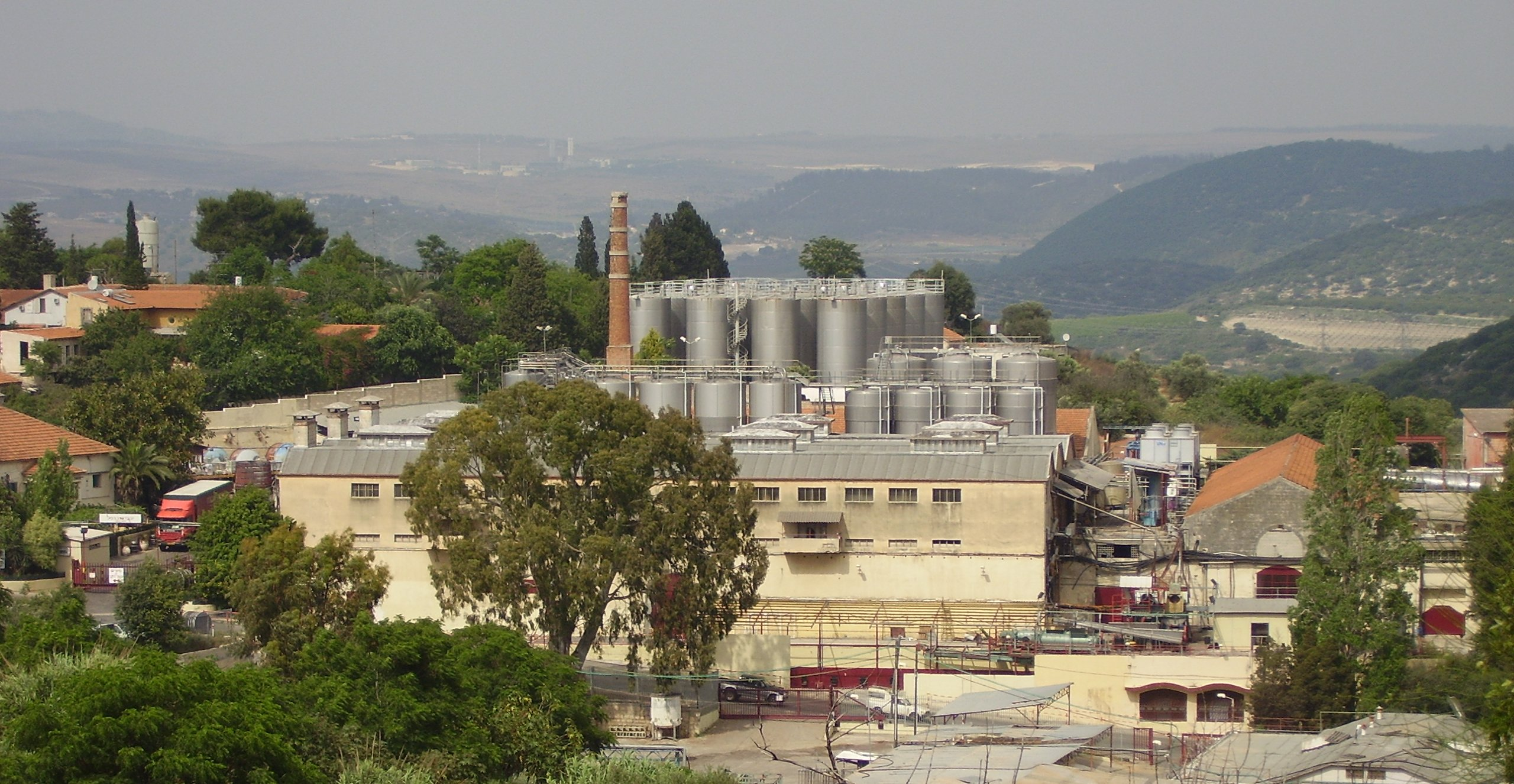
Carmel-Mizrahi Winery w Zichron Ja’akow

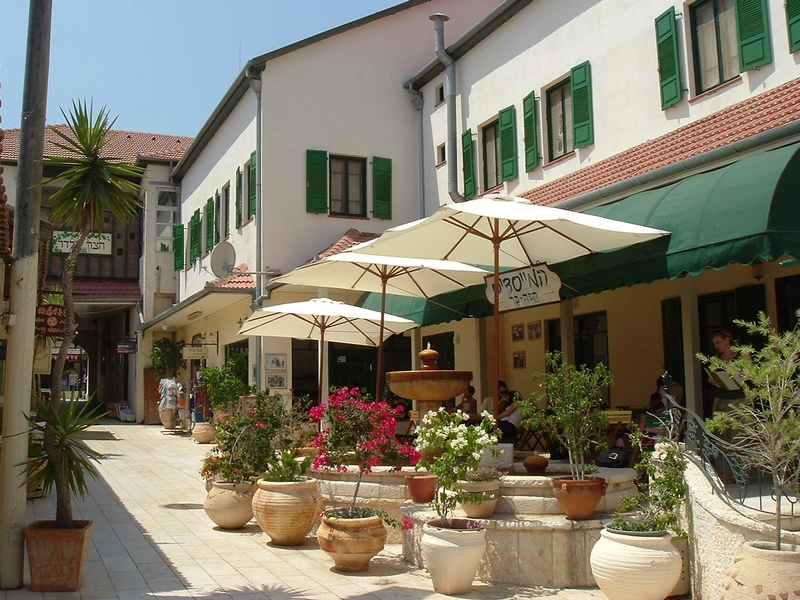
Podwórze Wildera w Zichron Ja’akow

W centrum Zichron Ja’akow jest Muzeum Pierwszej Aliji. W dawnym domu rodziny Aaronsohnów urządzono muzeum pamięci siatki szpiegowskiej Nili z czasów I wojny światowej. Bardzo szczególnym muzeum jest Muzeum Beyt ha-Totchan (pol. Dom artylerzysty), poświęcone artylerii Sił Obronnych Izraela. Muzeum to jest też pomnikiem upamiętniającym artylerzystów poległych w konfliktach zbrojnych. Działa tutaj także teatr Kashtonic.

## Sport
Są tutaj liczne obiekty sportowe, w tym kompleks basenów pływackich, boisko do piłki nożnej i korty tenisowe.

## Gospodarka
Miasteczko słynie ze znanej winiarni Carmel-Mizrahi Winery, która do chwili obecnej produkuje liczne wina. Znajduje się tutaj także zakład Beth-El Zikhron Yaaqov Industries Ltd., który jest czołowym producentem wyposażenia dla wojskowych pojazdów opancerzonych służących w licznych armiach Europy, Bliskiego Wschodu i Dalekiego Wschodu.

## Turystyka
Na południowych peryferiach Zichron Ja’akow znajdują się Wzgórza Dobroczyńcy (Ramat Ha-Nadiw), na których Baron Edmond de Rothschild wyraził pragnienie by zostać pochowanym. Z tego powodu w 1954 roku jego szczątki i jego żony Ady zostały przewiezione z Francji do Izraela na pokładzie izraelskiego okrętu wojennego, a następnie złożone w Mauzoleum Rothschilda. Przy wejściu jest bujny park z mapą wyrytą na kamieniu, na której zaznaczono wszystkie osady założone w Izraelu przez Edmonda de Rothschilda.

## Transport
Wzdłuż zachodniej granicy miasteczka przebiega droga ekspresowa nr 4, na którą można wjechać wjazdem przy kibucu Majan Cewi. Przez wschodnią część miasteczka przebiega droga nr 652, którą jadąc na południe można dojechać do miasteczka Binjamina-Giwat Ada, lub jadąc na północ dojeżdża się do drogi ekspresowej nr 70. Jadąc drogą ekspresową nr 70 na zachód dojeżdża się do drogi ekspresowej nr 4, a następnie do autostrady nr 2.

## Miasta partnerskie
- Sankt Moritz (Szwajcaria)